# سن-پل-دو-مونتمینی، کبک
سن-پل-دو-مونتمینی (به فرانسوی: Saint-Paul-de-Montminy) شهری در منطقه شهری مومانی منطقه شودییر-آپالاش در استان کبک کانادا است. در سرشماری سال ۲۰۱۱ این شهر ۸۶۶ نفر جمعیت داشته‌است و مساحت آن ۱۶۲٫۸ کیلومتر مربع است.